# Sean Michael Burke
Sean Michael Burke és un programador Perl, escriptor, i lingüista. Fou columnista de The Perl Journal des de 1998 i ha escrit nombrosos mòduls de Perl per a CPAN, així com llibres per a O'Reilly Media.

## Software
Els mòduls Perl de Burke inclouen els mòduls analitzadors sintàctics HTML HTML::TreeBuilder, i Sort::ArbBiLex (arbitrary bi-level lexicographic ordenant), utilitzat per generar la classificació de funcions per a convencions d'ordenació específiques de l'idioma. Alguns dels mòduls de Burke, inclosos Class::ISA, I18N::LangTags, i Locale::Maketext, han esdevingut part de la distribució estàndard de Perl. Locale::Maketext també és la base de la capa d'internacionalització Request Tracker.
Burke també va escriure perlpodspec, l'especificació del llenguatge de marques Pod ("Plain Old Documentation"), que és usat per documentar Perl i els seus mòduls, i l'actual generació d'analitzadors Pod, com Pod::Simple, que s'utilitzen per a la generació de la documentació HTML en el principal motor de cerca de CPAN, search.cpan.org.